# Vol Copterline 103
Le 10 août 2005, à 12h45 heure locale, un Sikorsky S-76C+ assurant le vol Copterline 103 (AAQ103), un vol régulier de la compagnie finlandaise Copterline (en) reliant Tallinn, en Estonie, à Helsinki, en Finlande, s'est écrasé dans les eaux de la baie de Tallinn quelques minutes après le décollage. Il n'y a eu aucun survivant parmi les deux pilotes et les douze passagers présents à bord de l'hélicoptère.

## Accident
L'équipage assurant le vol 103 était composé du commandant Peter Fredriksson (41 ans), qui totalisait 7 068 heures de vol, dont 173 sur Sikorsky S-76, et du copilote Seppo Peurala (56 ans), qui totalisait 7 618 heures de vol à bord d'hélicoptère, dont un peu plus de 258 heures sur Sikorsky S-76.
L'hélicoptère volait à une altitude d'environ 1640 pieds (500 m), lorsqu'il a soudainement perdu sa maniabilité et a plongé dans la mer. Les flotteurs de secours, qui permettent les amerrissages d'urgence, ont été déployés mais ne se sont pas gonflés à temps, aucun signal de détresse n'a été entendu, bien qu'il soit apparu plus tard que les pilotes avaient essayé d'envoyer un message de détresse peu avant le crash. L'épave de l'appareil a coulé rapidement après l'impact sur l'eau ; toutes les personnes à bord ont péri par noyade.

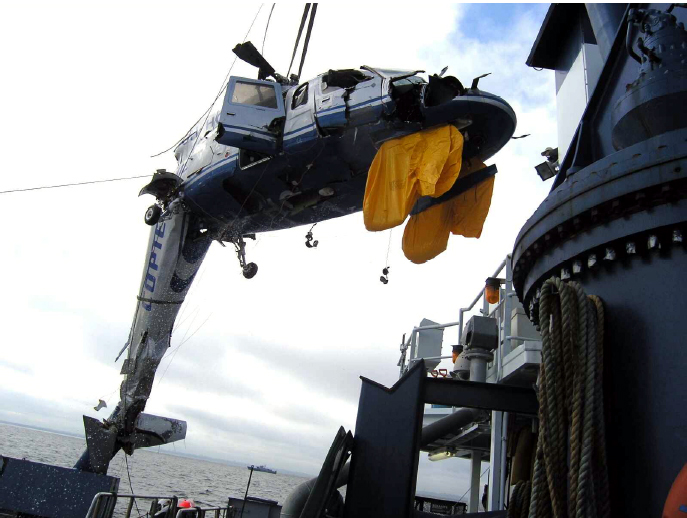
L'épave de l'appareil accidenté.

Les sauveteurs sont arrivés sur place en moins de 10 minutes et n'ont trouvé qu'une pale du rotor principal et une nappe d'huile à la surface de l'eau. L'épave de l'hélicoptère lui-même a été localisée par les opérateurs sonar du navire EVA-320 de l'Administration maritime estonienne (en), qui ont indiqué que l'appareil était intact à une profondeur d'environ 43 m. 
Deux plongeurs estoniens en haute mer, qui suivaient un véhicule robotisé sans pilote, ont signalé que les corps des passagers se trouvaient à l'intérieur de l'appareil. Treize corps ont été récupérés, un des pilotes manquant à l'appel. La mission de récupération a été entravée par des conditions météorologiques difficiles. L'épave de l'avion a été remontée le 13 août 2005 et transportée à Tallinn pour les besoins de l'enquête. 
Le pilote disparu n'a pas été retrouvé lors des premières recherches effectuées par les autorités estoniennes et finlandaises, mais le corps a finalement été localisé le 25 août, et récupéré par des plongeurs bénévoles. L'autopsie a indiqué que chacune des victimes étaient mortes par noyade.

## Victimes
| Nationalité | Passagers | Équipage | Total |
| ----------- | --------- | -------- | ----- |
| Finlande    | 6         | 2        | 8     |
| Estonie     | 4         | 0        | 4     |
| États-Unis  | 2         | 0        | 2     |
| Total       | 12        | 2        | 14    |

## Enquête
Les autorités estoniennes ont refusé d'envoyer l'enregistreur de paramètres de l'hélicoptère aux États-Unis, parce que l'appareil avait été fabriqué dans ce pays, ce qui pourrait créer un conflit d'intérêts. L'enquête technique a été menée au Royaume-Uni. L'enregistreur phonique indique que les pilotes se sont rendu compte que quelque chose n'allait pas 35 secondes seulement avant que l'hélicoptère ne percute la mer, et qu'ils ont tenté d'envoyer un message de détresse.
Le 14 septembre 2005, le comité d'enquête sur l'accident du vol 103 a publié un rapport préliminaire, dans lequel il excluait la plupart des possibilités de dommages physiques avant que l'hélicoptère ne percute l'eau, y compris le sabotage et la collision avec un vol d'oiseaux. Comme l'hélicoptère était de fabrication américaine, le Conseil national de la sécurité des transports (NTSB) a également pris part à l'enquête. 
En novembre 2005, le NTSB a émis une recommandation « urgente » à la Federal Aviation Administration (FAA) pour exiger que tous les opérateurs de S-76 effectuent des « examens visuels et en laboratoire immédiats » des servocommandes du rotor principal pour détecter d'éventuelles contaminations. Le fabricant de l'hélicoptères, Sikorsky Aircraft Corporation, a rejeté ces conclusions, affirmant que lui et le fabricant de la servocommande, Textron, n'étaient pas d'accord sur le fait qu'elle ait causé l'accident. 
En décembre 2005, la société a cependant publié une lettre à tous les opérateurs recommandant qu'ils effectuent des tests d'étanchéité internes de tous les servocommandes du rotor principal du S-76, soulignant en même temps que des tests, menés avec une servocommande intentionnellement dégradé, n'ont permis d'identifié aucun problème concernant la sécurité des vols.
Les négociations entre Copterline (en) et Sikorsky sur la répartition des dommages résultant du crash ont échoué en décembre 2006, et Copterline a poursuivi Sikorsky devant un tribunal américain à New York pour obtenir des dommages et intérêts d'un montant de 60 millions de dollars américains.
En août 2007, il a été annoncé que la cause principale du crash était une défaillance du système de commande de vol hydraulique, causée par l'écaillage du revêtement intérieur des pistons des servocommandes. Les fragments de ce revêtement, qui se sont détachés pendant le vol, ont bloqué les valves de retour des servocommandes, ce qui a fait perdre brusquement à l'appareil toute sa manœuvrabilité. 
Copterline n'avait pas l'autorité nécessaire pour entretenir ou même ouvrir ces composants. Cependant, dans le rapport final, la compagnie a été critiquée pour avoir omis d'effectuer un test d'étanchéité périodique du système de commande de vol hydraulique qui aurait pu révéler le problème. Les autorités finlandaises ont également été critiquées pour une supervision des opérations de vol insuffisante.